# مالکیت اشتراکی
مالکیت اشتراکی آن نظامی از مالکیتی است که در جامعه کمونیستی برقرار می‌شود. منظور از مالکیت اشتراکی، یا به عبارت دقیق تر «مالکیت اشتراکی وسایل تولید» استفاده، مدیریت و کنترل اشتراکی وسایل تولید و به تبع آن محصولات تولیدی توسط جامعه می‌باشد. مالکیت اشتراکی وسایل تولید توسط نهادهای به نام شورا و با همبستگی و هماهنگی شوراها اعمال می‌شود. به این ترتیب مالکیت اشتراکی از انواع دیگر نظام‌های مالکیت یعنی مالکیت خصوصی، مالکیت دولتی، و مالکیت تعاونی تمایز می‌یابد.

## پیشینه
در مراحل اولیه تکامل اجتماعی انسان و زمانی که هنوز جوامع انسانی به اضافه تولید دست نیافته بودند، یعنی در دوران انسان شکارچی/میوه‌چین و دوران اولیه مشغولیت انسان به کشاورزی، که مارکس آن را «کمونیسم ابتدایی» نام می‌دهد، نمونه بدوی از «مالکیت اشتراکی» برقرار است. در این دوره از تاریخ، انسان‌ها مایحتاج خود را به صورت دسته‌جمعی تولید و مصرف می‌کردند. از امتیازات طبقاتی و استثمار خبری نبود و تولید آنچنان محدود بود که امکان آن وجود نداشت که بخشی از جامعه در هیئت یک طبقه مسلط ظاهر شده و اضافه تولید جامعه را به خود اختصاص دهند.